# جواز سفر هندي
جواز السفر الهندي  يصدر لمواطني جمهورية الهند لغرض السفر الدولي. وتعمل كإثبات الجنسية الهندية. جواز السفر الهندي. وجواز السفر والتأشيرة القنصلية (CPV) التابعة لوزارة الشؤون الخارجية، كما تعمل المنظمة المركزية جواز السفر، هي المسؤولة عن إصدار جوازات السفر الهندي لجميع المواطنين الهنود المؤهلين. جوازات السفر الصادرة من 33 موقعا في جميع أنحاء البلاد، و 160 من البعثات في الخارج الهندي 

## أنواع جوازات السفر
- جواز السفر العادي (الأزرق الداكن تغطية) -- صدرت للسفر عادية، مثل الاجازات ورحلات العمل (36 أو 60 صفحة)
- جواز السفر الدبلوماسي (المارون تغطية) -- صدرت للدبلوماسيين هنود كبار المسؤولين الحكوميين والحقائب الدبلوماسية.
- جوازات السفر الرسمية (وايت ستار) -- صدرت إلى الأفراد الذين يمثلون الحكومة الهندي في مهام رسمية

بالإضافة إلى ذلك، حدد مكاتب جوازات السفر في الهند، فضلا عن البعثات في الخارج لديهم الحق في مسألة الهند وبنغلاديش جوازات السفر العادية والهند وسري لانكا وجوازات السفر، لمواطنين هنود المقيمين في ولاية البنغال الغربية، والشمالية الشرقية والدول، والتاميل نادو وبونديشيري. هذه الجوازات اثنين تصريح السفر إلى بنغلاديش وسريلانكا فقط وليست صالحة للسفر إلى دول اجنبية أخرى. في حين أن الهند وسري لانكا جواز السفر لا تزال تصدر، بين الهند وبنغلاديش جواز السفر هو في طور التخلص التدريجي منها، مع عدم الهند وبنغلاديش جوازات السفر الجديدة التي صدرت بعد عام 2006. حاملي جوازات السفر بين الهند وبنغلاديش وسمح دخول بدون تأشيرة إلى بنغلاديش من المعابر الحدودية البرية، والتي حاملي جوازات السفر العادية الهندي لم تكن.

## المظهر الخارجي
جوازات سفر هندية لها الغطاء الأزرق الداكن، مع شعار الهند مزركش في وسط الغطاء الأمامي. الكلمات الهندية: "पासपोर्ट" والإنجليزية: «جواز سفر» المدرج أعلاه الشارة والهندية: «भारत गणराज्य» والإنجليزية: «جمهورية الهند» المدرج تحت شعار. وجواز السفر العادي يحتوي على 36 صفحة، ولكن يمكن أن تختار من المسافرين لمدة 60 صفحات (كما ذكر أعلاه).

### حامل جواز سفر وهوية
جوازات سفر هندية لها هوية المعلومات المطبوعة على حد سواء الغطاء الأمامي والخلفي الغايات. كل من هذه الصفحات هي مغلفة لمنع التعديل.
- افتتاح تغطية نهاية يحتوي على المعلومات التالية:
  - الصورة من يحمل جواز سفر
  - التوقيع على حامل الجواز
  - نوع (ف)
  - رمز البلد (الهند)
  - رقم جواز السفر
  - اسم العائلة
  - تعطى أسماء
  - الجنسية (هندي)
  - الجنس
  - تاريخ الميلاد
  - مكان الميلاد
  - بدلا من العدد
  - تاريخ العدد
  - تاريخ انتهاء

صفحة المعلومات ينتهي منطقة الجوازات المقروءة آليا.
- نهاية إغلاق يحتوي على المعلومات التالية:
  - اسم الأب / القانونية / الجارديان / /
  - اسم الأم
  - اسم الزوج
  - عنوان
  - رقم جواز السفر القديم مع تاريخ ومكان صدوره
  - ملف العدد

### ملاحظة عن الجواز الهندي
وتتضمن جوازات السفر مذكرة من الدولة المصدرة التي يتم الموجهة إلى السلطات من جميع الدول الأخرى، وتحديد لحاملها كما
مواطن من تلك الدولة، وأنه يطلب أو السماح لها بالمرور، ويعامل وفقا للمعايير الدولية. الملاحظة داخل الدول الجوازات الهندي:

هذه هي لطلبها، وتتطلب في اسم رئيس جمهورية الهند كل هذه لمن يهمه الأمر للسماح لحاملها بالمرور بحرية من دون كلل أو عائق، وعلى تحمل له أو لها، كل المساعدات والحماية التي كان أو انها قد تقف في حاجة.

بأمر من رئيس جمهورية الهند
مذكرة تحمل الصفحة عادة مختومة وموقعة من قبل السلطة في إصدار اسم رئيس جمهورية الهند.

### التحقق من الهجرة
حاملى جوازات سفر هندية تصنف على أنها إما لائحة المجلس الأوروبي (هجرة تحقق مطلوب) أو ECNR (راجع هجرة غير مطلوب)
لائحة المجلس الأوروبي في حاجة إلى جوازات سفر إزالة كما دعا هجرة تحقق من حامي الاوربية والأمريكية حكومي. من الهند عند الذهاب إلى اختيار البلدان على تأشيرة عمل. وهذا لمنع استغلال العمال الهنود إلى الخارج وخصوصا في الشرق الأوسط. جوازات السفر مع ائحة المجلس الأوروبي '
تأشيرات سياحية ولكن donot تحتاج إلى إزالة أو كما تسمى أيضا تعليق الاختيار هجرة
ECNR مركز جوازات السفر الممنوحة ل
1] الرعايا الهنود ولدوا في الخارج
2] الرعايا الهنود عقد شهادة الثانوية العامة أو شهادة أعلاه التعليم

### لغات
أجزاء النص من جواز السفر الهندي تطبع باللغتين الهندية والإنجليزية.
وفقا للحكم الحالي في وزارة الشؤون الخارجية، وجوازات السفر الصادرة من عام 2007 لن يكون لها طابع ECNR أيد على جواز السفر. صفحة فارغة 2 من جواز السفر سيعتبر أنه قد تم ECNR أيد. نفس الشيء قد تم إبلاغ جميع موظفي الهجرة وأمن الحدود. لن يكون فقط ائحة المجلس الأوروبي الطوابع الملصقة في جواز السفر.

## الرسوم
تكلفة الحصول على جواز سفر القياسية
- INR 1000—جواز السفر (36 صفحة) من 10 سنوات صلاحية.
- INR 1500—جواز السفر (60 صفحة) من 10 سنوات صلاحية.
- INR 600—جواز سفر للقاصرين (أقل من 15 سنة من العمر) من 5 سنوات صلاحية أو حتى بلوغ القاصر سن ال 15 والتي هي في وقت سابق من أي وقت مضى.
- INR 2500—مكرر جواز السفر (36 صفحة) بدلا من هلاك أو تلف أو سرقة جواز سفر.
- INR 3000—مكرر جواز السفر (60 صفحة) بدلا من هلاك أو تلف أو سرقة جواز سفر.

## متطلبات التأشيرة

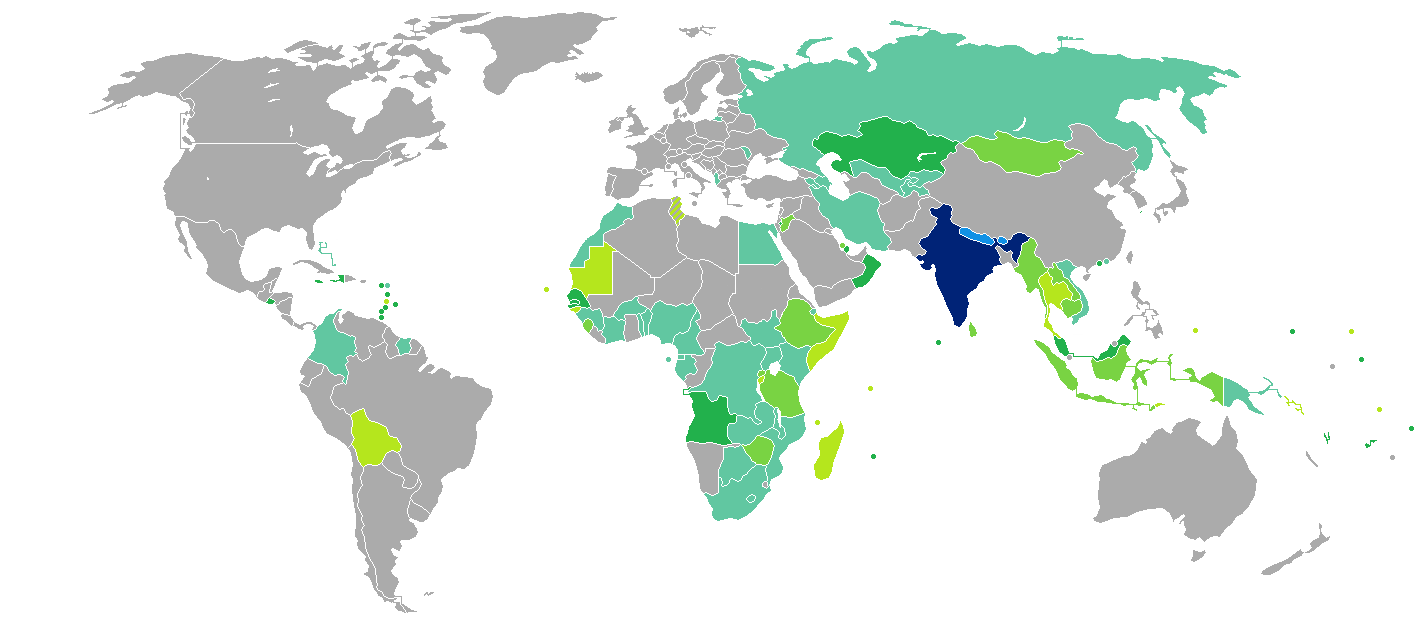
متطلبات التأشيرة
جمهورية الهند
حرية التنقل
بدون تأشيرة
تأشيرة عند الوصول أو عبر الإنترنت
تاشيرة عند الوصول
التأشيرة الإلكترونية
مطلوب تأشيرة

ووفقا لشروط التأشيرة وجواز السفر معلومات من الوكالة الدولية للنقل الجوي (أياتا)، العديد من البلدان والأقاليم تقديم تأشيرة مجانية أو تأشيرة دخول على أساس وصول وصول لحاملي جمهورية الهند جوازات السفر (التفاصيل في الجدول تحت). فقط 40 بلدا وإقليما هي تأشيرة مجانية للوصول (عدل | تاريخ = يونيو 2009). تأشيرة مسبقة أو الترتيب السابق للاللازمة للبلدان أو الأقاليم لا يرد ذكرها أدناه. حيث الدخول بدون تأشيرة مسبقة هو مسموح به، والوصول إلى مثل هذه ليس بالضرورة أن يكون الحق، والقبول من الناحية التقنية قد تكون للسلطة التقديرية للضباط إنفاذ الحدود. زوار المشاركة في أنشطة أخرى من السياحة، بما في ذلك العمل غير المأجور، قد يتطلب الحصول على تأشيرة أو تصريح عمل. حيث هندي يحمل جواز سفر المقيم عادة مهم أيضا في تحديد شروط الحصول على تأشيرة لزيارة أي بلد. على سبيل المثال، والهنود المقيمين في المملكة المتحدة، الولايات المتحدة الأمريكية أو كندا يحمل تصريح إقامة سارية المفعول لمدة 6 أشهر على الأقل
| &page=visa&NA=IN&AR=00&PASSTYPES=PASS&DE=LA&user=DL&subuser=DELTAB2C | -- | ماكاو | 30 days http://www.timaticweb.com/cgi-bin/tim_website_client.cgi؟SpecData=1&VISA=&page=visa&NA=IN&AR=00&PASSTYPES=PASS&DE=MO&user=DL&subuser=DELTAB2C | -- | جزر المالديف | 30 يوما على التأشيرة الصادرة http://www.timaticweb.com/cgi-bin/tim_website_client.cgi؟SpecData=1&VISA=&page=visa&NA=IN&DE=MV&PASSTYPES=PASS&user=DL&subuser=DELTAB2C صول | -- | نيبال | Unlimited access http://www.timaticweb.com/cgi-bin/tim_website_client.cgi؟SpecData=1&VISA=&page=visa&NA=IN&DE=NP&PASSTYPES=PASS&user=DL&subuser=DELTAB2C | -- | سريلانكا | 30 days # http://www.immigration.gov.lk/html/visa/fees.html ساتوب | -- | طاجيكستان | 45 days http://www.timaticweb.com/cgi-bin/tim_website_client.cgi؟SpecData=1&VISA=&page=visa&NA=IN&AR=00&PASSTYPES=PASS&DE=TJ&user=DL&subuser=DELTAB2C | -- | تايلاند | 15 يوما أصدرت تأشيرة لدى وصوله http://www.mfa.go.th/web/2482.php؟id=2491 | -- | تيمور الشرقية | 30 يوما من إصدار تأشيرة دخول لدى وصولهم إلى 30 دولارا أمريكيا http://www.timaticweb.com/cgi-bin/tim_website_client.cgi؟SpecData=1&VISA=&page=visa&NA=IN&DE=TL&PASSTYPES=PASS&user=DL&subuser=DELTAB2C |

### أوروبا
| البلدان والأقاليم | شروط الحصول | -- | كوسوفو | 90 days http://www.timaticweb.com/cgi-bin/tim_website_client.cgi؟SpecData=1&VISA=&page=visa&NA=IN&AR=00&PASSTYPES=PASS&DE=RK&user=DL&subuser=DELTAB2C |

## نظام إصدار جواز سفر جديد
في أيلول / سبتمبر 2007، وافق الاتحاد الهندي مجلس الوزراء إصدار جواز سفر جديد للنظام في إطار مشروع يسمى المشروع سيفا جواز السفر. وفقا للمشروع، أمام أنشطة نهاية إصدار جوازات السفر، وإرسال جوازات السفر، وربط الإنترنت مع الشرطة، ووسط الطباعة وحدة مركزية للطباعة جوازات السفر سيتم وضعها. النظام الجديد يهدف إلى 'الوقت المناسب، وشفافية، وأكثر للوصول بطريقة موثوقة و' لاصدار جوازات السفر.

## جواز السفر الإلكتروني
بدأت الهند مؤخرا المرحلة الأولى من نشر بيومتري البريد جواز السفر لحاملى جوازات السفر الدبلوماسية في الهند وخارجها. وجوازات سفر جديدة تم تصميمها محليا في الهند من قبل منظمة الجوازات الوسطى، والهند الأمن والصحافة إييت كانبور، وهو يحتوي على رقاقة أمن مع كافة البيانات الشخصية والصور الرقمية. في المرحلة الأولى جوازات سفر جديدة سيكون لها 64KB الشريحة التي تحتوي على صورة شخصية لصاحب الجواز وبعد ذلك سيكون له بصمات الأصابع. جواز السفر الجديد قد اختبرت مع القراء جواز السفر في الولايات المتحدة ولها 4 الثانية من الوقت الذي هو استجابة 2/5th من الولايات المتحدة جواز سفر 10 ثانية زمن الاستجابة. فإنه ليس من الضروري أن يتم في سترة معدنية لأسباب أمنية، فإنها تحتاج أولا إلى أن يكون منزوع الدسم من خلال القارئ، وبعد ذلك من شأنه أن يولد رمز الدخول الذي يفتح ثم رقاقة من أجل الوصول إلى القارئ.
يوم 25 يونيو 2008 جواز سفر الهندي أصدرت هيئة البريد أول جواز سفر لرئيس جمهورية الهند، براتيبها باتيل. جوازات السفر الإلكترونية هو في إطار المرحلة الأولى من الانتشار، ويقتصر على حاملي جوازات السفر الدبلوماسية.في سبتمبر 2009 أنها قد تكون متاحة لأشخاص آخرين.

## معرض صور

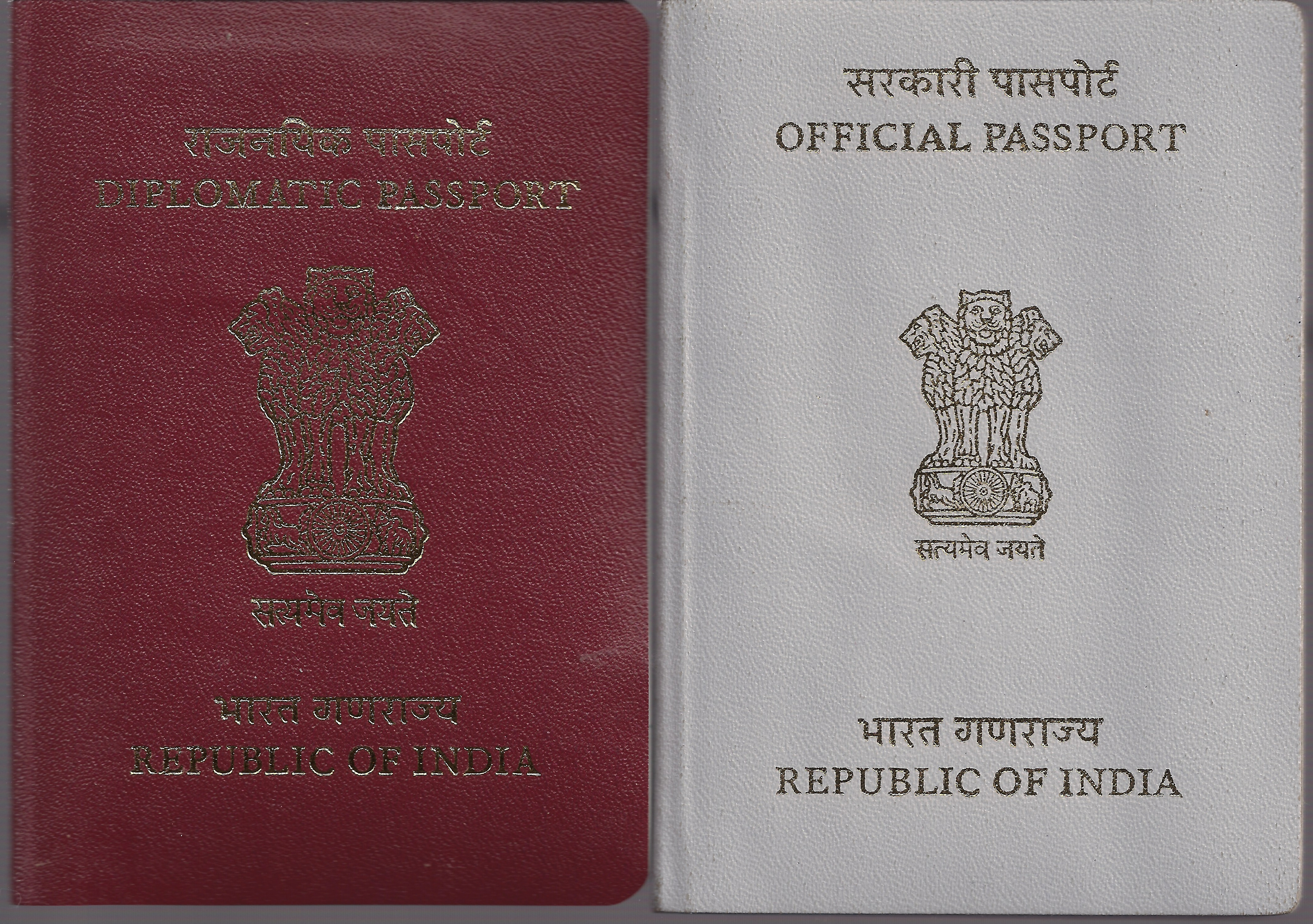
جواز سفر دبلوماسي هندي وجواز سفر رسمي هندي
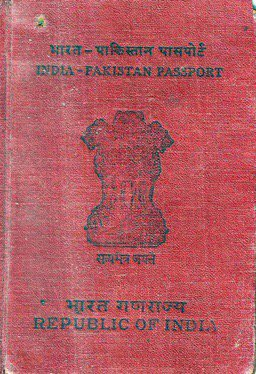
يصدر جواز سفر هندي باكستاني مشترك للمهاجرين لتمكينهم من زيارة عائلاتهم وأصدقائهم ومنازل أجدادهم الواقعة على الجانب الآخر من خط رادكليف.
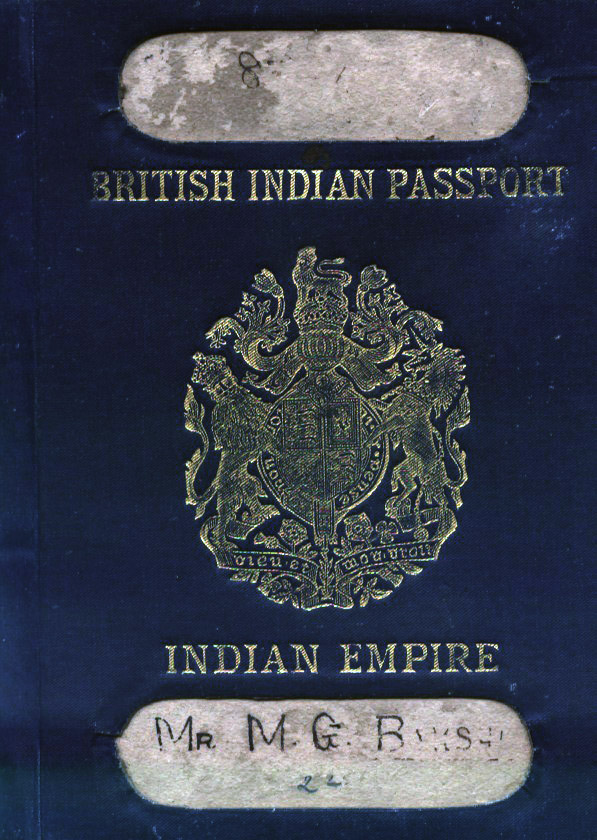
جواز سفر هندي بريطاني
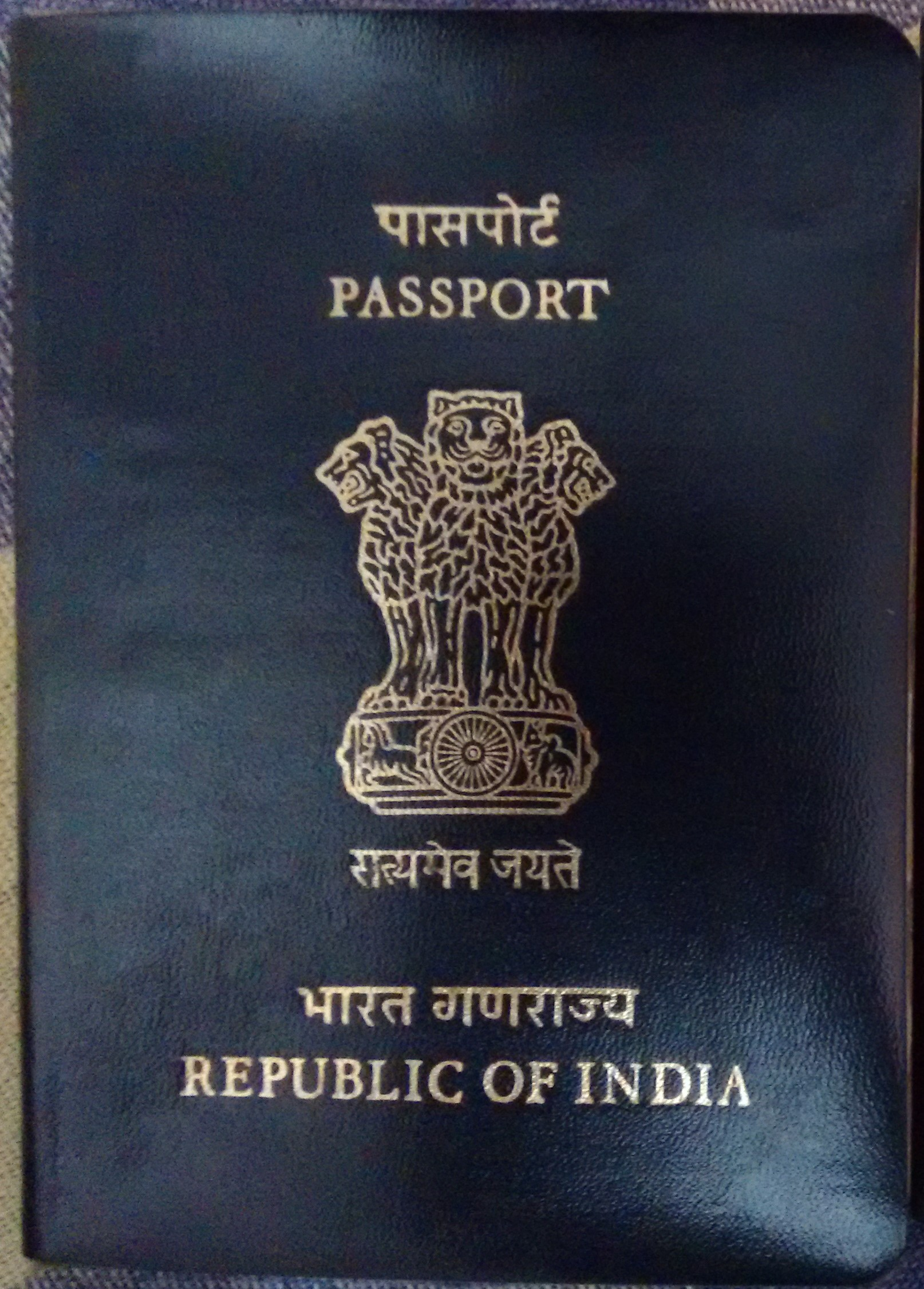
غلاف جواز السفر (1986)
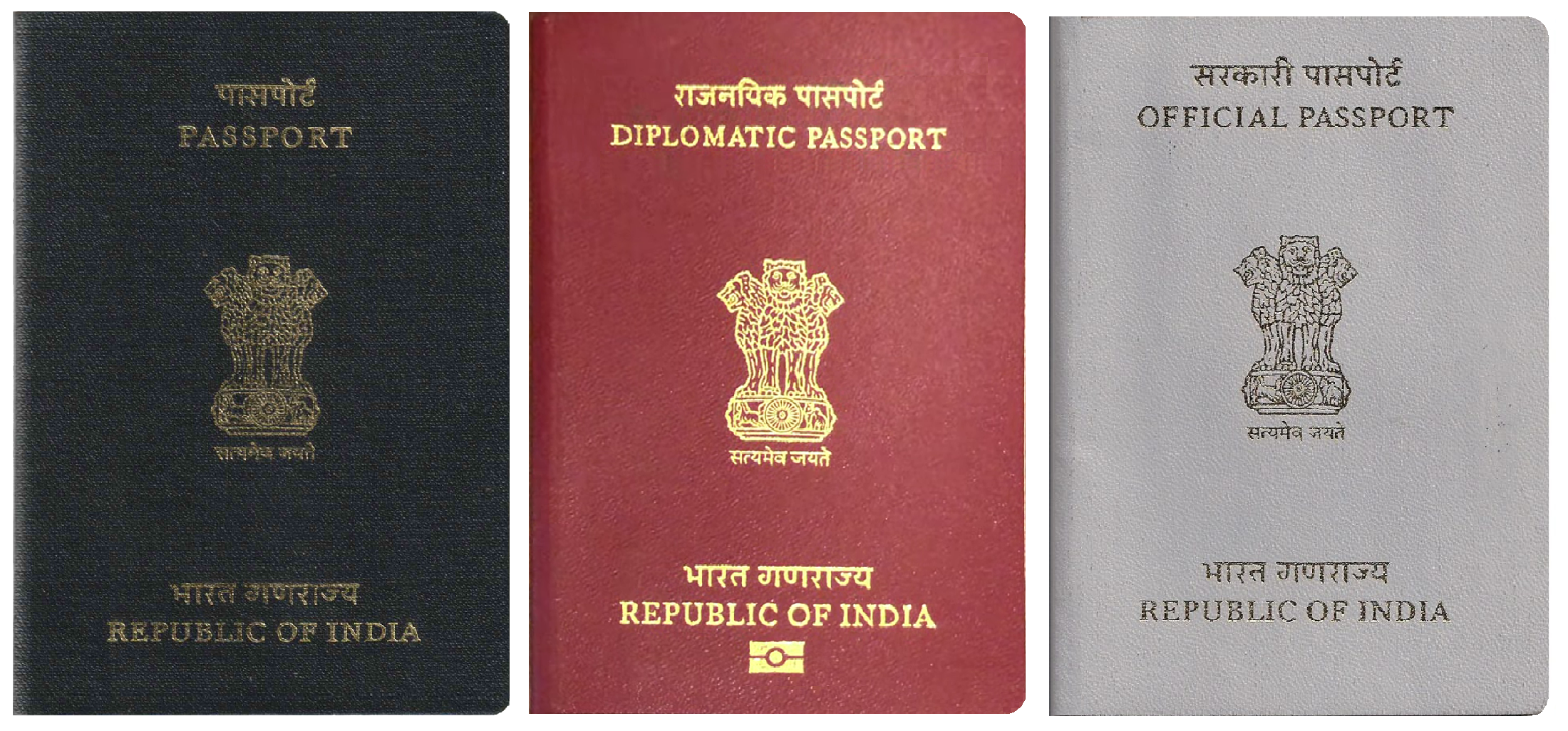
أنواع من جوازات السفر الهندية

## وصلات خارجية
- الهندي مكتب الجوازات (الموقع الرسمي للحزب الشيوعى الفيتنامى) نسخة محفوظة 27 أكتوبر 2009 على موقع واي باك مشين.
- إياتا فيزا دليل
- Wikivisa : الهند
- دلتا فيزا الدليل